# Лукавенко Тамара Іванівна
Тамара Іванівна Лукавенко (нар. 12 лютого 1949) — українська радянська діячка, токар Дебальцівського заводу з ремонту металургійного обладнання Донецької області. Депутат Верховної Ради СРСР 9-го скликання.

## Біографія
Народилася в родині робітників. Освіта середня. У 1966 році закінчила середню школу № 5 міста Дебальцеве Донецької області.
З 1966 року — учень токаря, з січня 1967 року — токар механоскладального цеху Дебальцівського заводу з ремонту металургійного обладнання Донецької області.
Член КПРС з 1971 року.
Потім — на пенсії в місті Дебальцеве Донецької області.

## Нагороди
- орден Трудового Червоного Прапора
- медаль «За трудову доблесть»
- медалі